# John Steinbeck
John Ernst Steinbeck, Jr. (/ˈstaɪnˌbək/; Salinas, California; 27 de febrero de 1902-Nueva York, 20 de diciembre de 1968) fue un escritor estadounidense ganador del Premio Nobel de Literatura y autor de conocidas novelas como De ratones y hombres, Las uvas de la ira, La perla y Al este del Edén.

## Infancia y juventud
Steinbeck nació el 27 de febrero de 1902, en Salinas, California. Era de ascendencia alemana, inglesa e irlandesa. Johann Adolf Großsteinbeck (1828-1913), el abuelo paterno de Steinbeck, acortó el apellido a Steinbeck cuando emigró a los Estados Unidos. La granja familiar en Heiligenhaus, Mettmann, Renania del Norte-Westfalia, Alemania, todavía se llama "Großsteinbeck".

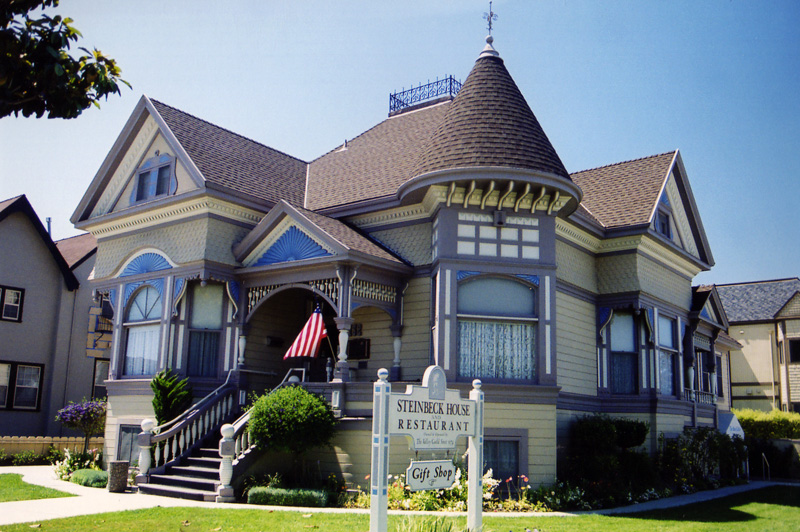
La casa de Steinbeck en el N.º 132 de Central Avenue, Salinas, California, la casa victoriana donde Steinbeck pasó su infancia.

Su padre, John Ernst Steinbeck (1862-1935), trabajó como tesorero del Condado de Monterrey. La madre de John, Olive Hamilton (1867-1934), una exmaestra de escuela, compartía la pasión de Steinbeck por la lectura y la escritura. Los Steinbeck eran miembros de la Iglesia Episcopaliana, aunque Steinbeck más tarde se convirtió en agnóstico. Steinbeck vivía en un pequeño pueblo rural, no era más que un asentamiento fronterizo, ubicado en una de las tierras más fértiles del mundo. Pasó sus veranos trabajando en ranchos cercanos y más tarde con trabajadores migrantes en las granjas de remolacha azucarera Spreckels. Allí se enteró de los aspectos más duros de la vida de los inmigrantes y el lado más oscuro de la naturaleza humana, que le proporcionó material expresado en obras como Of Mice and Men. Exploró su entorno, caminando a través de bosques locales, campos y granjas. Mientras trabajaba en la Spreckels Sugar Company, a veces trabajaba en el laboratorio, lo que le dio tiempo para escribir. Tenía una considerable aptitud mecánica y afición por reparar las cosas que poseía.
Steinbeck se graduó de la Escuela Secundaria Salinas en 1919 y estudió literatura inglesa en la Universidad de Stanford pero nunca pudo graduarse y se fue sin título en 1925. Viajó a Nueva York, donde hizo trabajos ocasionales mientras intentaba escribir, entre ellos el de trabajador durante la construcción del Madison Square Garden. Trabajó como freelance para el New York American, pero fue despedido. El resultado de esta experiencia sería el ensayo «Making of a New Yorker» publicado en 1946 en The New York Times. Steinbeck regresó a California un año después y trabajó de guía turístico en el acuario de peces de Tahoe City, donde conoció a Carol Henning, su primera esposa. Se casaron en enero de 1930 en Los Ángeles, donde, con amigos, intentó ganar dinero fabricando maniquíes de yeso.
Cuando su dinero se agotó seis meses después debido a las pocas ventas, Steinbeck y Carol regresaron a Pacific Grove, California, a una cabaña propiedad de su padre, en la península de Monterey, a unas pocas manzanas de los límites de la ciudad de Monterey. El anciano Steinbeck le dio a John alojamiento gratis, papel para sus manuscritos y, a partir de 1928, préstamos que le permitieron escribir sin buscar trabajo. Durante la Gran Depresión, Steinbeck compró un bote pequeño, y más tarde afirmó que podía vivir del pescado y los cangrejos que había recogido del mar, y de las verduras frescas de su jardín y las granjas locales. Cuando esas fuentes fallaron, Steinbeck y su esposa aceptaron asistencia social y, en raras ocasiones, robaron tocino del mercado de productos locales. Cualquiera que fuera la comida que tenían, la compartieron con sus amigos. Carol se convirtió en el modelo para Mary Talbot en la novela de Steinbeck, Cannery Row.

## Influencia de su mentor Ed Ricketts
En 1930, Steinbeck conoció al biólogo marino Ed Ricketts, quien se hizo amigo y mentor de Steinbeck durante la década siguiente, enseñándole mucho sobre filosofía y biología. Ricketts, por lo general muy tranquilo, pero agradable, con una autosuficiencia interna y un conocimiento enciclopédico de diversos temas, se convirtió en un foco de atención de Steinbeck. 

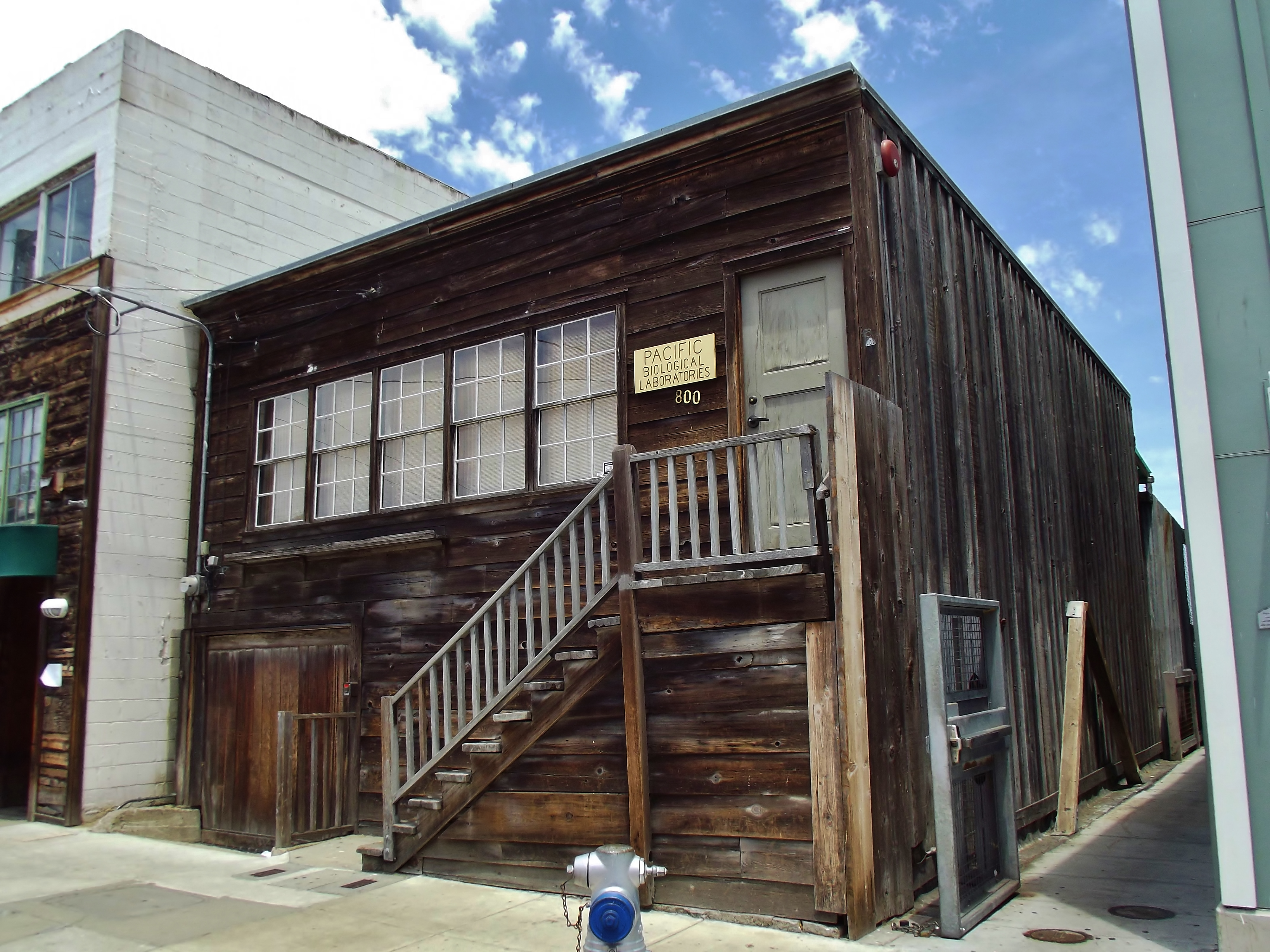
Pacific Biological Laboratories de Ricketts en el 800 de Cannery Row

Ricketts había sido discípulo en la universidad de Warder Clyde Allee, un biólogo y teórico ecológico, que iba a escribir un clásico libro de texto sobre ecología. Ricketts se convirtió en un defensor del pensamiento ecológico, en el que el hombre era solo una parte de una gran cadena de seres, atrapado en una red de vida demasiado grande para que él la controle o comprenda. Mientras tanto, Ricketts operaba un laboratorio biológico en la costa de Monterrey, vendiendo muestras biológicas de pequeños animales, peces, rayas, estrellas de mar, tortugas y otras formas marinas a escuelas y universidades.

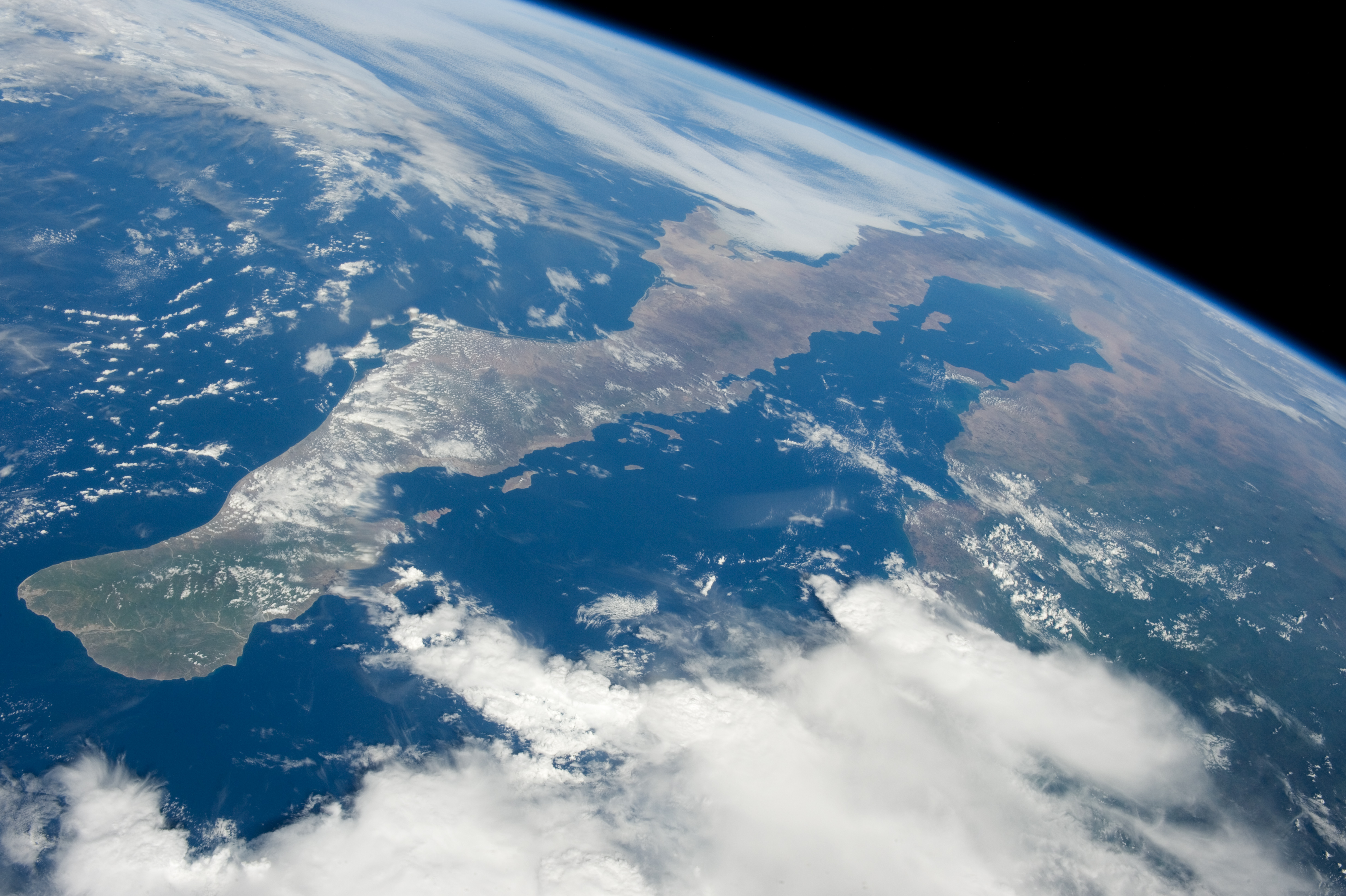
Golfo de California (Mar de Cortés) y Baja California

Entre 1930 y 1936, Steinbeck y Ricketts se hicieron amigos íntimos. La esposa de Steinbeck comenzó a trabajar en el laboratorio como secretaria de contabilidad. Steinbeck ayudó de manera informal. Formaron un vínculo común basado en su amor por la música y el arte, y John aprendió biología y la filosofía ecológica de Ricketts. Cuando Steinbeck se trastornó emocionalmente, Ricketts a veces tocaba música para él.
Cuando el joven Joseph Campbell viajó a California por un año (1931-32), trabó una estrecha amistad con John Steinbeck y su esposa Carol. En Monterrey Campbell, como Steinbeck, cayó bajo el hechizo de Ed Ricketts. Campbell vivió durante un tiempo al lado de Ricketts, participó en las actividades profesionales y sociales de su vecino, y lo acompañó, junto a Xenia y Sasha Kashevaroff, en un viaje de 1932 a Juneau, Alaska sobre el Grampus. Como Steinbeck, Campbell comenzó a escribir una novela centrada en Ricketts como héroe, pero, a diferencia de Steinbeck, no completó su libro. Bruce Robison escribe que "Campbell se refería a esos días como un momento en que todo en su vida fue tomando forma.... Campbell, el gran cronista del 'viaje del héroe' en mitología, reconoció patrones que eran similares a su propio pensamiento en uno de los ensayos filosóficos inéditos de Ricketts.
Su libro conjunto sobre una expedición de recolección al Golfo de California en 1940, que fue en parte un viaje y en parte de investigación biológica, se publicó justo cuando EE. UU. entró en la Segunda Guerra Mundial, y por ello nunca encontró una audiencia y no se vendió bien. Sin embargo, en 1951, Steinbeck volvió a publicar la parte narrativa del libro como Un periplo por el mar de Cortés, bajo su nombre solamente (aunque Ricketts había escrito parte de él). Este trabajo permanece impreso hoy.
Aunque Carol acompañó a Steinbeck en el viaje, su matrimonio comenzó a sufrir y terminó un año más tarde, en 1941, incluso cuando Steinbeck trabajó en el manuscrito para el libro. En 1942, después de su divorcio de Carol se casó con Gwyndolyn "Gwyn" Conger. Con su segunda esposa Steinbeck tuvo dos hijos, Thomas ("Thom") Myles Steinbeck (1944-2016) y John Steinbeck IV (1946-1991).
Ricketts fue el modelo de Steinbeck para el personaje de "Doc" en Cannery Row (1945) y Sweet Thursday (1954), "Friend Ed" en Burning Bright y personajes en In Dubious Battle (1936) y The Grapes of Wrath (1939). Los temas ecológicos se repiten en las novelas de Steinbeck del período.
Las estrechas relaciones de Steinbeck con Ricketts terminaron en 1941 cuando Steinbeck se mudó de Pacific Grove y se divorció de su esposa Carol. El biógrafo de Ricketts, Eric Enno Tamm, señala que, a excepción de Al este del Edén (1952), la escritura de Steinbeck declinó después de la prematura muerte de Ricketts en 1948.
En Monterrey, el laboratorio de Ed Ricketts sobrevive (aunque todavía no está abierto al público) y en la esquina que Steinbeck describe en Cannery Row, también la tienda que una vez perteneció a Lee Chong, y la parcela vacía adyacente frecuentada por los vagabundos de Cannery Row. El sitio de la Fábrica de Conservas de Sardinas Hovden, junto al laboratorio de Doc, ahora está ocupado por el Acuario de la Bahía de Monterrey. La calle que Steinbeck describió como "Cannery Row" en la novela, llamada entonces Ocean View Avenue, pasó a llamarse Cannery Row en honor a la novela, en 1958. La ciudad de Monterrey ha conmemorado el trabajo de Steinbeck con una avenida de banderas con personajes de Cannery Row, placas históricas y bustos esculpidos que representan a Steinbeck y Ricketts.

## Trayectoria

### Años 30
En 1929 escribió su primera novela, La Copa de Oro (Cup of gold: A life of Sir Henry Morgan, Buccaneer, with Occasional Reference to History), una historia de ficción histórica basada en la vida del corsario Henry Morgan, que no tuvo éxito. Se centra en el asalto y saqueo de Morgan de la Ciudad de Panamá, a veces conocida como la "Copa de oro", y en las mujeres, más bellas que el sol, que se dice que se encuentran allí.
Entre 1930 y 1933, Steinbeck produjo tres obras más cortas. The Pastures of Heaven, publicado en 1932, consta de doce historias interconectadas sobre un valle cerca de Monterrey, que fue descubierto por un cabo español mientras perseguía a los esclavos indios fugitivos. En 1933, Steinbeck publicó The Red Pony, una historia de 100 páginas y cuatro capítulos que tejía recuerdos de la infancia de Steinbeck y fue adaptada al cine en una película homónima de 1949 dirigida por Lewis Milestone y protagonizada por Robert Mitchum y Myrna Loy. 
A un Dios Desconocido, llamado así por un himno Védico, sigue la vida de un granjero y su familia en California, representando a un personaje con un culto primitivo y pagano de la tierra que él trabaja. Aunque no había alcanzado el estatus de un escritor conocido, nunca dudó de que alcanzaría la grandeza.

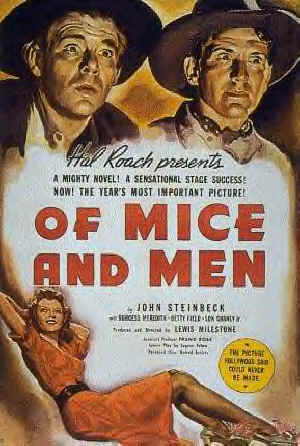
Mice And Men Poster

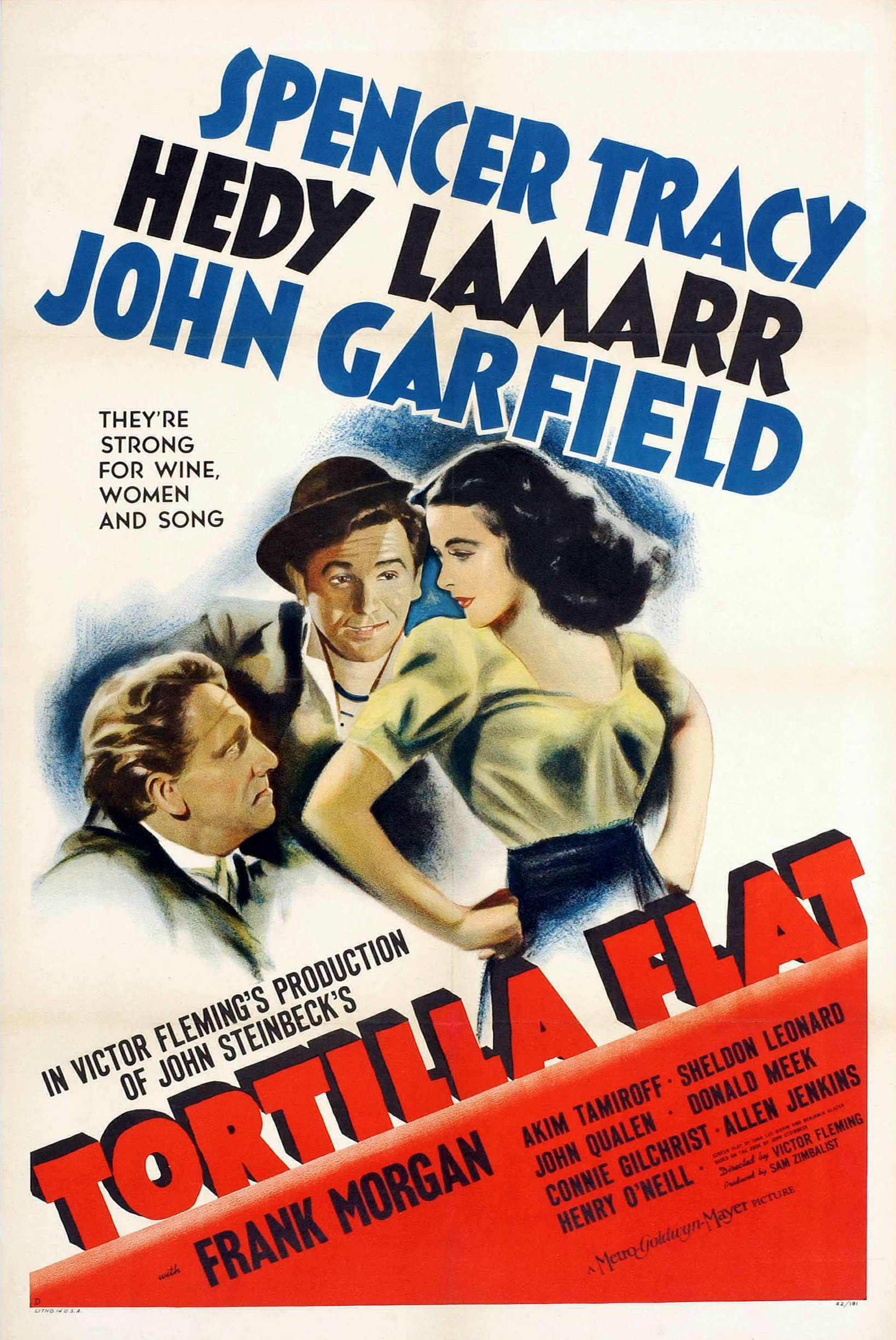
Poster - Tortilla Flat - 1942

En 1935 escribió Tortilla Flat, novela por el cual recibió su primer premio literario, "La Medalla de Oro", galardón concedido por el Commonwealth Club of California a la mejor novela escrita por un californiano. Con este compendio de historias humorísticas, Steinbeck obtuvo cierto éxito. Retrata las aventuras de un grupo de jóvenes sin ocupación y generalmente sin hogar en Monterrey después de la Primera Guerra Mundial, justo antes de la prohibición en Estados Unidos. Son retratados en comparación irónica con los caballeros míticos de la Tabla Redonda y rechazan casi todas las costumbres de la sociedad estadounidense en el disfrute de una vida disoluta dedicada al vino, la lujuria, la camaradería y el hurto. Al presentar el Premio Nobel de 1962 a Steinbeck, la Academia sueca citó "cuentos picantes y cómicos sobre una pandilla de individuos asociales que, en sus festejos salvajes, son casi caricaturas de los Caballeros de la Tabla Redonda del Rey Arturo. En los Estados Unidos, este libro fue un antídoto bienvenido para la penumbra de la entonces prevaleciente depresión". Tortilla Flat fue adaptada como película en 1942 con el mismo nombre, protagonizada por Spencer Tracy, Hedy Lamarr y John Garfield, un amigo de Steinbeck. Con algunas de las ganancias, construyó un rancho de verano en Los Gatos.
En In Dubious Battle (1936) y De ratones y hombres (1937), Steinbeck realiza un retrato de la clase trabajadora durante la Gran Depresión. También escribió una serie de artículos llamada The Harvest Gypsies para el San Francisco News sobre la difícil situación del trabajador migrante.
De ratones y hombres narra la vida y sueños de dos trabajadores que van de un sitio a otro en California buscando trabajo en granjas. Esta obra tuvo un gran éxito entre la crítica y Steinbeck fue galardonado con el New York Drama Critics Award. La novela fue llevada al teatro, donde también gozó de gran popularidad. Su producción teatral fue un éxito, protagonizada por Wallace Ford como George y Broderick Crawford como el compañero de George, el granjero itinerante mentalmente infantil, pero físicamente poderoso Lennie. Steinbeck se negó a viajar desde su casa en California para asistir a cualquier representación de la obra en Nueva York, diciéndole al director George S. Kaufman que la obra tal como existía en su propia mente era "perfecta" y que todo lo que se presentara en el escenario ser una decepción. 

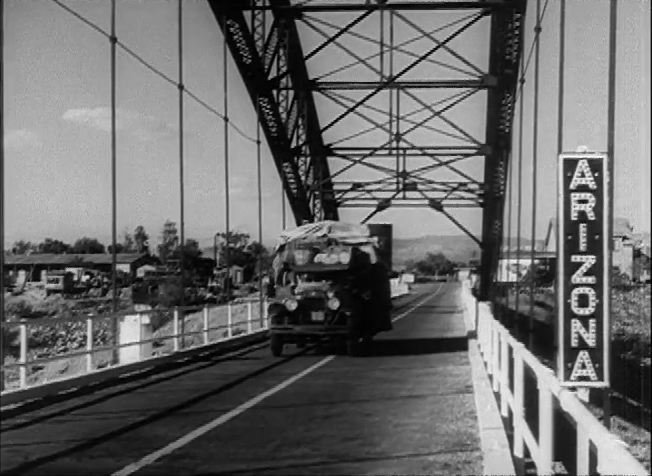
The Grapes of Wrath, película de John Ford de 1940

También fue adaptada como una película de Hollywood de 1939, con Lon Chaney, Jr. como Lennie (había ocupado el papel en la producción teatral de Los Ángeles) y Burgess Meredith como George. Meredith y Steinbeck se hicieron buenos amigos durante las siguientes dos décadas. Otra película basada en la novela corta se hizo en 1992 protagonizada por Gary Sinise como George y John Malkovich como Lennie.
En los años siguientes, Steinbeck escribió dos obras de teatro: The Long Valley (1937) y Their Blood is Strong (1938).
En 1939 publicó Las uvas de la ira, considerada su mejor obra. Basada en artículos periodísticos que había escrito él mismo en San Francisco, está considerada por muchos como su obra más lograda. En 1940, recibió el premio Pulitzer pero su éxito no estuvo libre de controversia: las ideas políticas de Steinbeck, crítico con el capitalismo y a favor de las reformas llevadas a cabo por Franklin D. Roosevelt con el New Deal para favorecer a la clase trabajadora, le conllevaron la condena del sector tradicionalista, sobre todo en su propio estado. La Junta de Supervisores del condado de Kern prohibió el libro en las escuelas y bibliotecas públicas financiadas por el condado en agosto de 1939. Esta prohibición duró hasta enero de 1941.
La novela se adaptó como película dirigida de manera genial por John Ford, con guion de Nunnally Johnson y protagonizada por Henry Fonda como Tom Joad; Fonda fue nominado para el Óscar de la Academia al mejor actor.

### Años 40

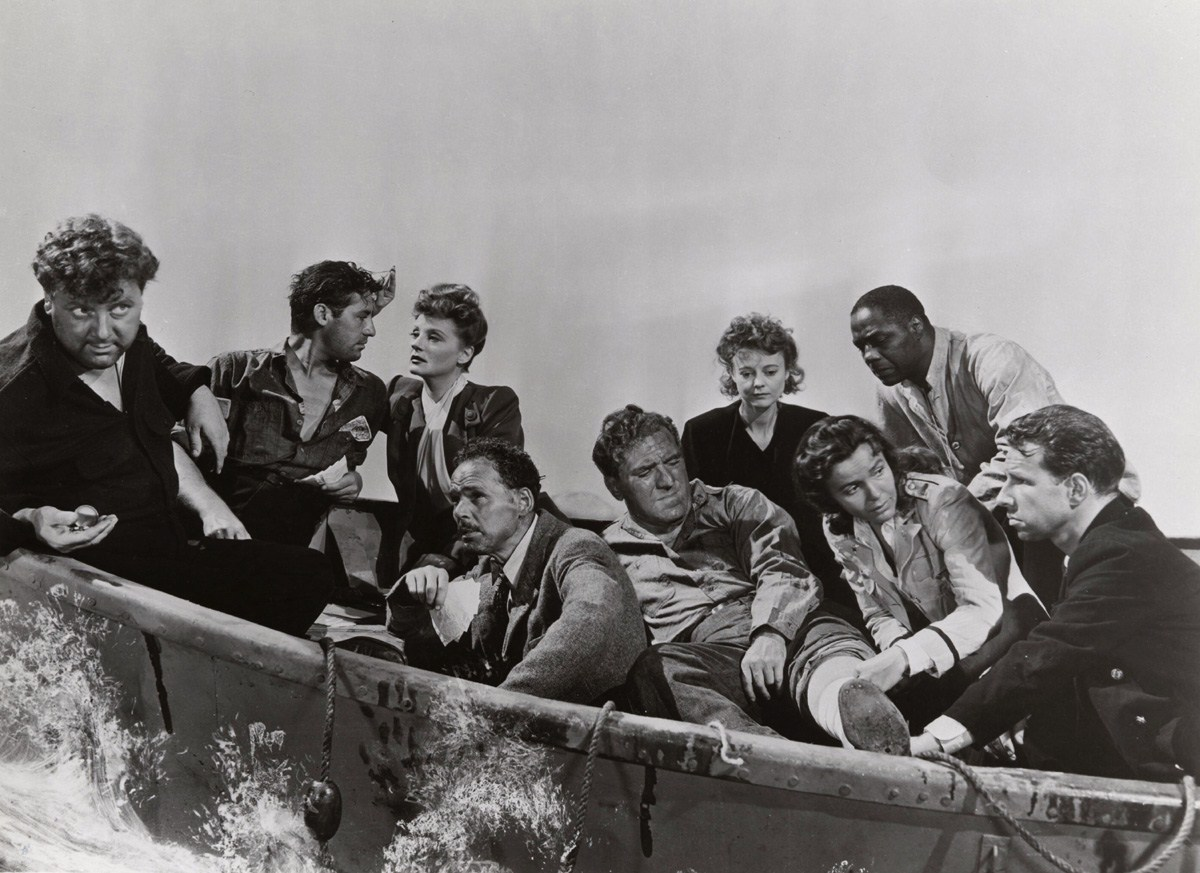
Lifeboat (1944)

En 1940, Steinbeck se embarca en una expedición alrededor del golfo de California junto a su amigo el biólogo Ed Ricketts. Las experiencias vividas durante esta expedición las recoge Steinbeck en su obra The Log from the Sea of Cortez. Carol Hening, la esposa de Steinbeck, los acompañó en el viaje; sin embargo, la relación matrimonial comenzó a deteriorarse y la pareja terminó divorciándose en 1942. Ese mismo año, Steinbeck se casó con Gwyndolyn "Gwyn" Conger, con quien tuvo dos hijos: Thomas Steinbeck y John Steinbeck IV.

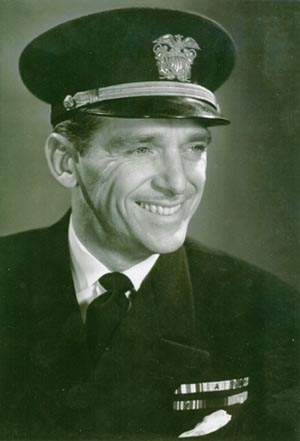
Douglas Fairbanks Jr.

La novela de Steinbeck, The Moon Is Down (1942), sobre el espíritu de resistencia inspirado por Sócrates en una aldea ocupada del norte de Europa, se convirtió en una película homónima Se ha puesto la luna, casi de inmediato. Se suponía que el país sin nombre de la novela era Noruega y los ocupantes los nazis. En 1945, Steinbeck recibió la Cruz de libertad de Haakon VII por sus contribuciones literarias al movimiento de resistencia noruego.

En 1943, Steinbeck sirvió como corresponsal de guerra de la Segunda Guerra Mundial para el New York Herald Tribune y trabajó con la Oficina de Servicios Estratégicos (predecesora de la CIA). Fue en ese momento que se hizo amigo de Will Lang, Jr. de las revistas Time / Life. Durante la guerra, Steinbeck acompañó las incursiones de comando del programa Beach Jumpers de Douglas Fairbanks, Jr., que lanzó operaciones de desviación de unidades pequeñas contra las islas de control alemán en el Mediterráneo. En un momento, acompañó a Fairbanks en una invasión de una isla frente a las costas de Italia y ayudó a capturar prisioneros italianos y alemanes, usando una pistola Tommy. Algunos de sus escritos de este período fueron incorporados en el documental Once There Was a War (1958).

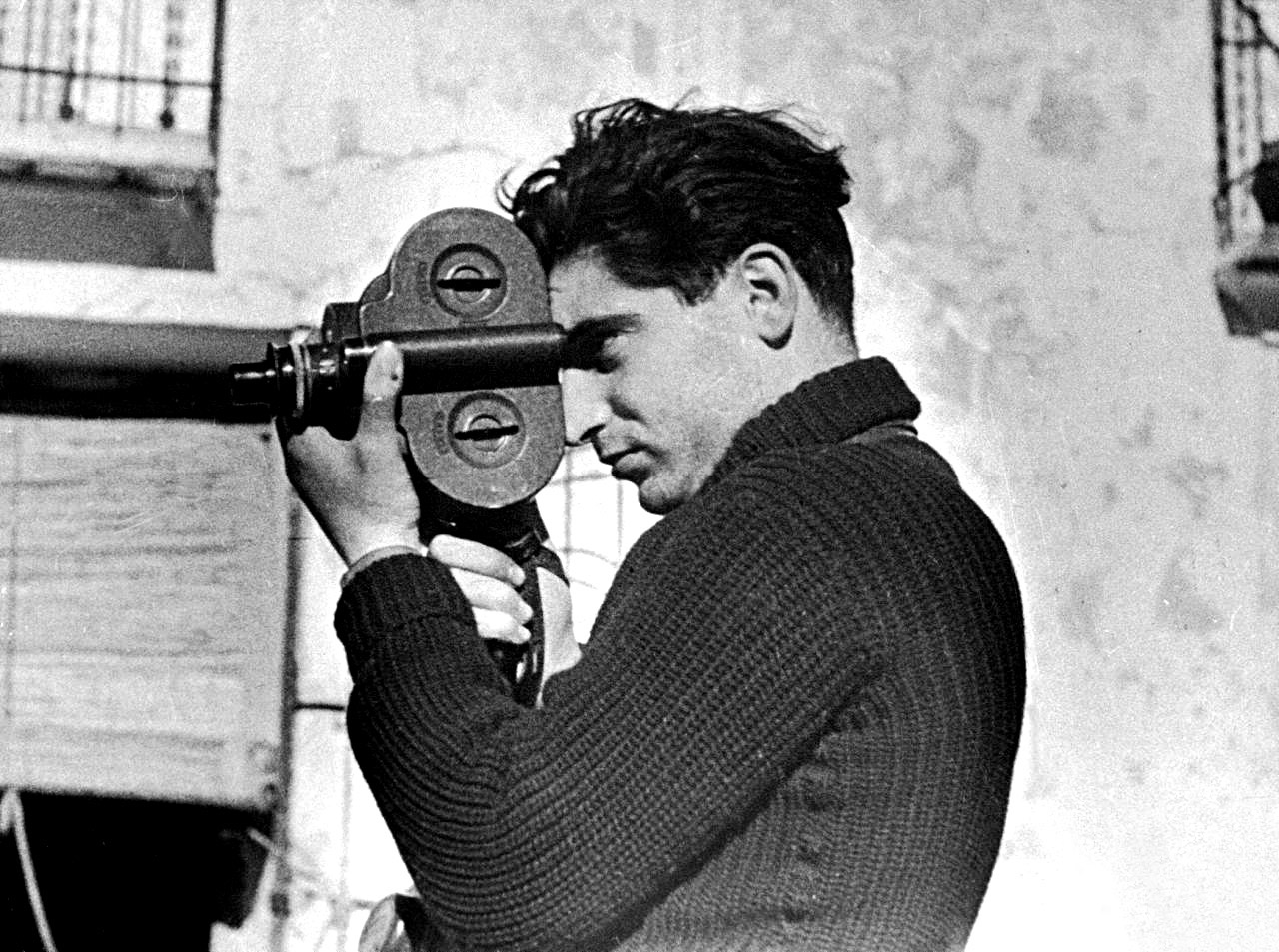
RobertCapa por GerdaTaro

Steinbeck regresó de la guerra con varias heridas de metralla y un trauma psicológico. Se trataba a sí mismo, como siempre, escribiendo. Escribió la película de Alfred Hitchcock, Lifeboat (1944), y la película, A Medal for Benny (1945), con el guionista Jack Wagner sobre los personajes de Tortilla Flat yendo a la guerra. Más tarde solicitó que su nombre fuera eliminado de los créditos de Lifeboat, porque creía que la versión final de la película tenía matices racistas. En 1944, sufriendo de nostalgia por su vida en Pacific Grove / Monterey en la década de los 30, escribió Cannery Row (1945), que se hizo tan famosa que Ocean View Avenue en Monterey, la ubicación del libro, pasó a llamarse Cannery Row en 1958.
Después de la guerra, escribió La Perla (1947), sabiendo que sería filmada. La historia apareció por primera vez en el número de diciembre de 1945 de la revista Woman's Home Companion como "La perla del mundo". Fue ilustrada por John Alan Maxwell. La novela es una narración imaginativa de una historia que Steinbeck había escuchado en La Paz en 1940, como se relata en Un periplo por el mar de Cortés, que describió en el capítulo 11 como "tan parecida a una parábola que casi no puede ser". Steinbeck viajó a México para la filmación con Wagner, quien ayudó con el guion. La película fue dirigida por el genial director mexicano Emilio Fernández y fue protagonizada por Pedro Armendáriz y su esposa María Helena Marqués.
En este viaje a México se inspiraría en la historia de Emiliano Zapata, y posteriormente escribió un guion cinematográfico que se convertiría en la mítica película ¡Viva Zapata! dirigida por Elia Kazan y protagonizada por Marlon Brando y Anthony Quinn.

En 1947, Steinbeck hizo el primero de muchos viajes a la Unión Soviética, esta vez con el fotógrafo Robert Capa. Visitaron Moscú, Kiev, Tiflis, Batumi y Stalingrado, siendo unos de los primeros estadounidenses en visitar muchas partes de la URSS desde la revolución comunista. El libro de Steinbeck de 1948 sobre sus experiencias, Un diario ruso, fue ilustrado con las fotos de Capa. En 1948, el año en que se publicó el libro, Steinbeck fue elegido miembro de la Academia Estadounidense de las Artes y las Letras.

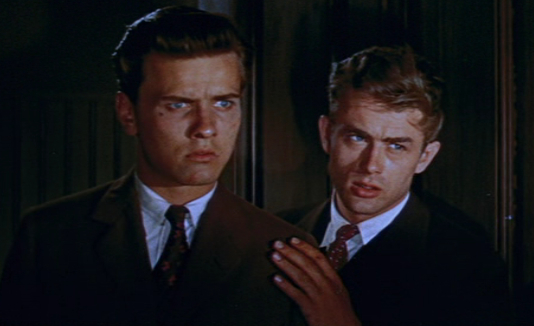
Richard Davalos y James Dean (Abel y Caín) en East of Eden de Elia Kazan.

### Años 50

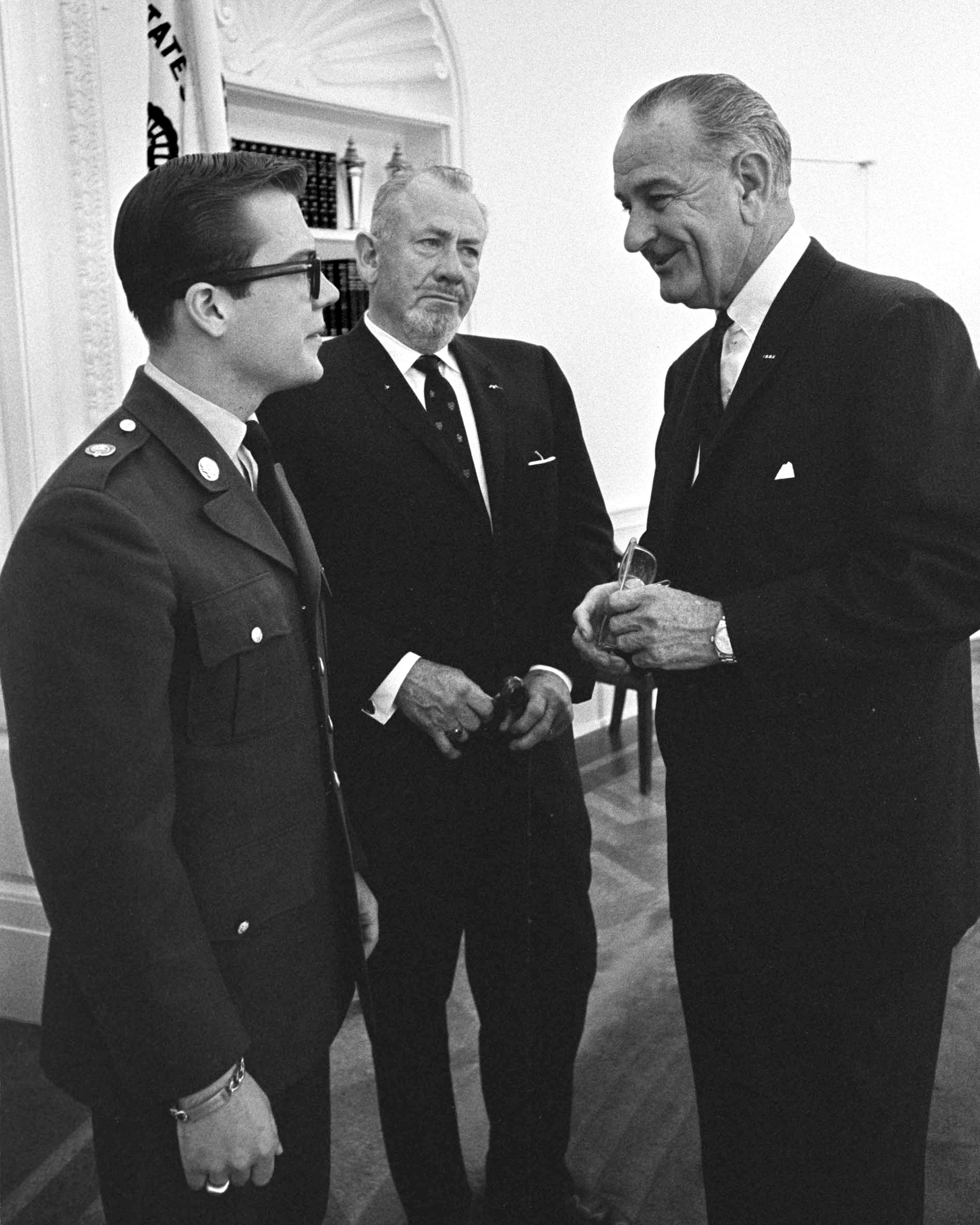
John Steinbeck (centro) con su hijo John, de 19 años, visitando a su amigo el presidente Lyndon B. Johnson en el Despacho Oval el 16 de mayo de 1966.

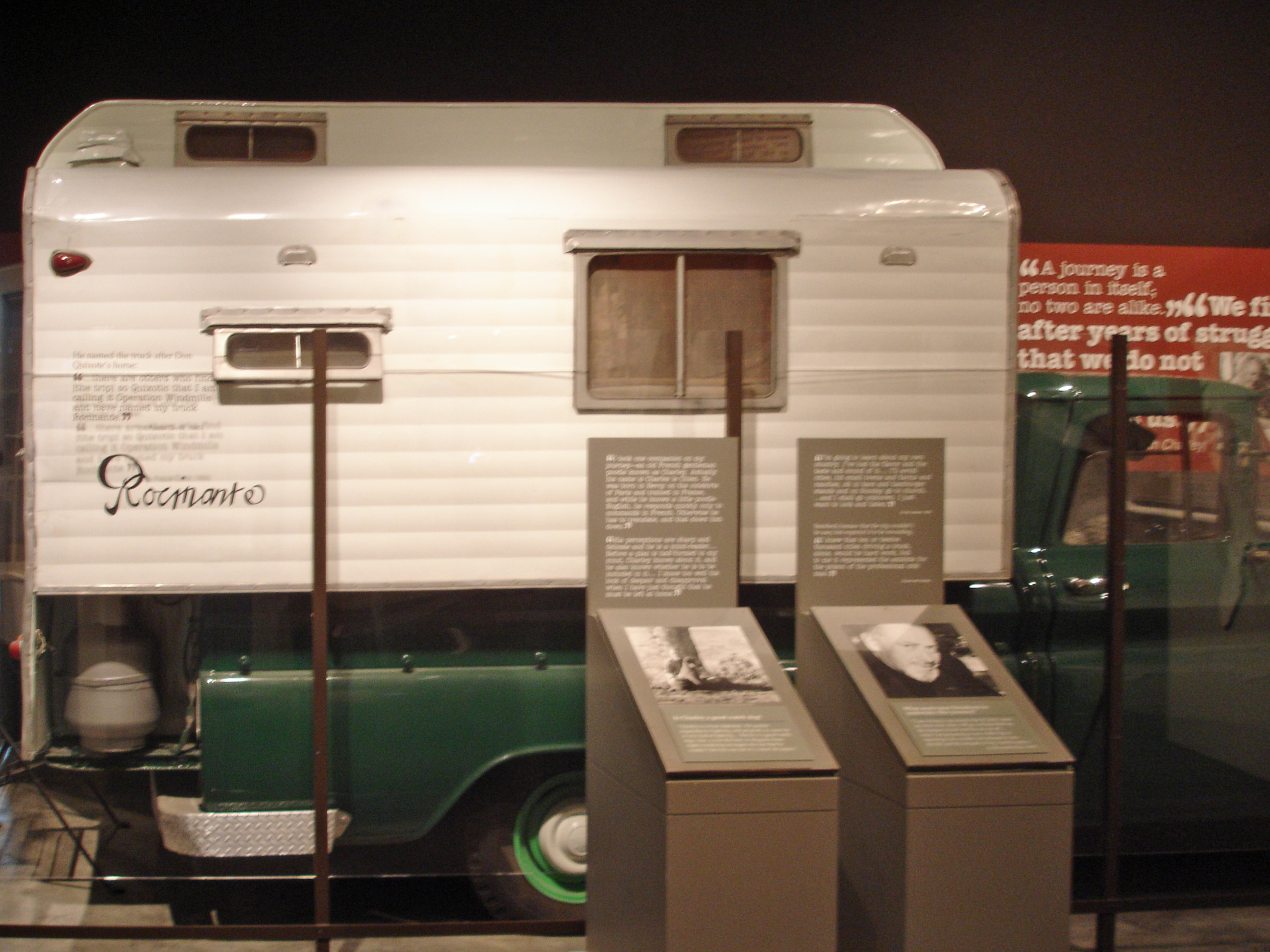
Autocaravana de Travels with Charlie

En 1952 publicó Al este del Edén, que sería llevada al cine por Elia Kazan y cuyo protagonista sería el malogrado James Dean. Está considerada una de sus obras más importantes y fue la favorita del propio autor. Narra la historia de dos familias, los Trasks y los Hamilton, en el periodo que va desde el fin de la Guerra de Secesión hasta la Primera Guerra Mundial (1865-1914). El relato está concebido como una monumental alegoría sobre el problema del libre albedrío y la predestinación en relación con el Mal.
En 1952, John Steinbeck apareció como el narrador en pantalla de la película de 20th Century Fox, O. Henry's Full House. Aunque Steinbeck más tarde admitió que se sentía incómodo ante la cámara, proporcionó introducciones interesantes a varias adaptaciones filmadas de cuentos del legendario escritor O. Henry. Casi al mismo tiempo, Steinbeck grabó lecturas de varios de sus cuentos para Columbia Records. Las grabaciones proporcionan un registro de la voz profunda y resonante de Steinbeck.

### Años 60
Travels with Charley: In Search of America es un libro de viaje de su viaje de 1960 por todo Estados Unidos, con su caniche Charley en una autocaravana. Steinbeck lamenta su juventud perdida y sus raíces, al tiempo que dispensa tanto críticas como elogios para Estados Unidos. Según el hijo de Steinbeck, Thom, Steinbeck se fue de viaje, porque sabía que se estaba muriendo y quería ver el país por última vez.
La última novela de Steinbeck, El invierno de nuestro descontento (1961), examina el declive moral en Estados Unidos. El protagonista Ethan crece descontento con su propia decadencia moral y la de quienes lo rodean. El libro tiene un tono muy diferente de la postura amoral y ecológica de Steinbeck en trabajos anteriores como Tortilla Flat y Cannery Row. No fue un éxito crítico. Muchos críticos reconocieron la importancia de la novela, pero se decepcionaron de que no se tratara de otra Grapes of Wrath. Sin embargo, en el discurso de presentación del Premio Nobel del año siguiente, la Academia Sueca lo citó de manera más favorable: "Aquí alcanzó el mismo estándar que estableció en Las uvas de la ira. Nuevamente ocupa su posición como un expositor independiente de la verdad con un instinto de lo que es genuinamente estadounidense, ya sea bueno o malo".
Aparentemente desconcertado por la recepción de la crítica de esta novela, y la protesta crítica cuando fue galardonado con el Premio Nobel de Literatura en 1962, Steinbeck no publicó más ficción en los siguientes seis años antes de su muerte.
En septiembre de 1964, el presidente Lyndon B. Johnson le otorgó a Steinbeck la Medalla Presidencial de la Libertad.
Aunque modesto acerca de su propio talento como escritor, Steinbeck habló abiertamente de su propia admiración por ciertos escritores. En 1953, escribió que consideraba al dibujante Al Capp, creador del satírico Li'l Abner, "posiblemente el mejor escritor del mundo de hoy". En su primera conferencia de prensa del Premio Nobel le preguntaron a sus autores favoritos y respondió: "Las historias cortas de Hemingway y casi todo lo que Faulkner escribió".
En 1967, a instancias de la revista Newsday, Steinbeck fue a Vietnam para informar sobre la guerra. Pensó en la Guerra de Vietnam como una aventura heroica y fue considerado un halcón por su posición en la guerra. Sus hijos sirvieron en Vietnam antes de su muerte, y Steinbeck visitó a un hijo en el campo de batalla. En un momento dado, se le permitió ocupar una posición de guardia ametralladora durante la noche en una base de fuego, mientras que su hijo y otros miembros de su pelotón dormían.
Murió el 20 de diciembre de 1968 en Nueva York.
A lo largo de su vida, Steinbeck usó el símbolo Pigasus (de pig, cerdo en inglés y Pegasus), un cerdo volador, «atado a la tierra pero aspirando a volar».

## Premio Nobel
John Steinbeck recibió el premio Nobel de Literatura en 1962 (a pesar de que su nombre aparece en las listas de nominados desde 1943) por su "escritura realista e imaginativa, combinando el humor simpático y la aguda percepción social". La selección fue fuertemente criticada y descrita como "uno de los mayores errores de la Academia" en un periódico sueco. La reacción de los críticos literarios estadounidenses también fue dura. El New York Times preguntó por qué el comité del premio Nobel otorgó el premio a un autor cuyo "talento limitado, en sus mejores libros, está diluido en filosofías de décimo grado", señalando que "el carácter internacional del premio y el peso adjunto a él, surgen preguntas sobre la mecánica de la selección y cuán cerca está el comité del Nobel de las principales corrientes de la escritura estadounidense ... [Nos] parece interesante que el laurel no fue otorgado a un escritor ... cuya importancia, la influencia y el cuerpo de trabajo ya habían causado una impresión más profunda en la literatura de nuestra época". Steinbeck, cuando se le preguntó el día del anuncio si merecía el Nobel, respondió: "Francamente, no". El biógrafo Jackson Benson señala: "su honor fue uno de los pocos en el mundo que no se podía comprar ni ganar por medio de una maniobra política. Fue precisamente porque el comité emitió su juicio ... según sus propios criterios, en lugar de conectarse con "las principales corrientes de la escritura estadounidense". En su discurso de aceptación en Estocolmo, dijo:
    " se delega al escritor para que declare y celebre la probada capacidad del hombre para la grandeza de corazón y espíritu; para la gallardía en la derrota, el coraje, la compasión y el amor. En la interminable guerra contra la debilidad y la desesperación, estas son las brillantes banderas de la esperanza y la emulación. Sostengo que un escritor que no cree en la perfectibilidad del hombre no tiene dedicación ni ninguna implicación en la literatura."
    - Discurso de aceptación del Premio Nobel Steinbeck
En 2012, (50 años después), el Premio Nobel abrió sus archivos y se reveló que Steinbeck era una "opción de compromiso" entre una lista restringida, la cual estaba compuesta -además de Steinbeck- por los autores británicos Robert Graves y Lawrence Durrell, el dramaturgo francés Jean Anouilh y la autora danesa Karen Blixen. Aunque el comité creía que el mejor trabajo de Steinbeck estaba tras de él en 1962, el miembro del comité Anders Österling creía que el lanzamiento de su novela El invierno de nuestro descontento mostraba que "después de algunos signos de desaceleración en los últimos años, [Steinbeck] recuperó su posición como cazador de la verdad social [y es] un auténtico realista totalmente igual a sus predecesores Sinclair Lewis y Ernest Hemingway".

## Obras

### Novelas
- 1927: Cup of Gold: A life of Sir Henry Morgan, Buccaneer, with occasional reference to history (La taza de oro)
- 1933: The Red Pony (El pony colorado)
- 1933: To a God Unknown (A un dios desconocido)
- 1935: Tortilla Flat
- 1936: In Dubious Battle (En lucha incierta)
- 1937: Of Mice and Men (De ratones y hombres, también traducida como La fuerza bruta)
- 1939: The Grapes of Wrath (Las uvas de la ira, también traducida como Las viñas de la ira)
- 1942: The Moon Is Down (La luna se ha puesto)
- 1945: Cannery Row (Los arrabales de Cannery)
- 1947: The Wayward Bus (El autobús perdido)
- 1947: The Pearl (La perla)
- 1950: Burning Bright
- 1952: East of Eden (Al este del Edén)
- 1954: Sweet Thursday
- 1957: The Short Reign of Pippin IV: A Fabrication (El Breve Reinado de Pipino IV)
- 1961: The Winter of Our Discontent (El invierno de mi descontento)
- 1976: The Acts of King Arthur and His Noble Knights (Los hechos del Rey Arturo y sus nobles caballeros)

### Cuentos
- 1932: The Pastures of Heaven (Las praderas del cielo)
- 1938: The Long Valley (El valle largo)

### No ficción
- 1941: Sea of Cortez: A Leisurely Journal of Travel and Research (El mar de Cortés)
- 1942: Bombs Away: The Story of a Bomber Team
- 1948: A Russian Journal (Un diario ruso)
- 1951: The Log from the Sea of Cortez (Por el mar de Cortés)
- 1958: Once There Was A War (Hubo una vez una guerra)
- 1962: Travels with Charley: In Search of America (Viajes con Charley en busca de Estados Unidos)
- 1966: America and Americans (Norteamérica y los norteamericanos)
- 1969: Journal of a Novel: The East of Eden Letters
- 1989: Working Days: The Journals of The Grapes of Wrath

### Guiones
- 1941: The Forgotten Village, 1941
- 1952: ¡Viva Zapata!

## Películas basadas en sus obras o guiones
- 1939: Of Mice and Men (La fuerza bruta) — dirigida por Lewis Milestone,[33] protagonizada por Burgess Meredith, Lon Chaney, Jr. y Betty Field
- 1940: The Grapes of Wrath[33] — dirigida por John Ford, protagonizada por Henry Fonda, Jane Darwell y John Carradine
- 1941: The Forgotten Village (documental) — dirigido por Alexander Hammid y Herbert Kline, narrado por Burgess Meredith, con música de Hanns Eisler
- 1942: Tortilla Flat (La vida es así) — dirigida por Victor Fleming,[33] protagonizada por Spencer Tracy, Hedy Lamarr y John Garfield
- 1943: The Moon is Down — dirigida por Irving Pichel, protagonizada por Lee J. Cobb y Cedric Hardwicke
- 1944: Lifeboat (Náufragos) — dirigida por Alfred Hitchcock,[33] protagonizada por Tallulah Bankhead y Hume Cronyn
- 1944: A Medal for Benny — dirigida por Irving Pichel, protagonizada por Dorothy Lamour y Arturo de Cordova
- 1947: La perla (México) — dirigida por Emilio Fernández,[33] protagonizada por Pedro Armendáriz y María Elena Marqués
- 1949: The Red Pony (El potro alazán) — dirigida por Lewis Milestone,[33] protagonizada por Myrna Loy, Robert Mitchum y Louis Calhern
- 1952: ¡Viva Zapata! — dirigida por Elia Kazan,[33] protagonizada por Marlon Brando, Anthony Quinn y Jean Peters
- 1955: East of Eden — dirigida por Elia Kazan,[33] protagonizada por James Dean, Julie Harris, Jo Van Fleet y Raymond Massey
- 1957: The Wayward Bus — dirigida por Victor Vicas, protagonizada por Rick Jason, Jayne Mansfield y Joan Collins
- 1961: Flight — protagonizada por Efraín Ramírez y Arnelia Cortez
- 1962: Ikimize bir dünya (Of Mice and Men, Turquía)
- 1972: Topoli (Of Mice and Men, Irán)
- 1982: Cannery Row (Destino sin rumbo) — dirigida por David S. Ward,[33] protagonizada por Nick Nolte y Debra Winger
- 1992: Of Mice and Men (De ratones y hombres) — dirigida por Gary Sinise,[33] protagonizada por John Malkovich y Gary Sinise
- 2016: In Dubious Battle (En lucha incierta) — dirigida por James Franco, protagonizada por Franco, Nat Wolff, Selena Gomez y Josh Hutcherson

## Premios y distinciones
Premios Óscar
| Año  | Categoría               | Película               | Resultado |
| ---- | ----------------------- | ---------------------- | --------- |
| 1945 | Mejor argumento         | Náufragos              | Nominado  |
| 1946 | Mejor argumento         | Donde nacen los héroes | Nominado  |
| 1953 | Mejor argumento y guion | ¡Viva Zapata!          | Nominado  |

| Predecesor: Ivo Andrić | Premio Nobel de Literatura 1962 | Sucesor: Giorgos Seferis |